# Troglopedetes wichmanni
Troglopedetes wichmanni is een springstaartensoort uit de familie van de Paronellidae. De wetenschappelijke naam van de soort is voor het eerst geldig gepubliceerd in 1950 door Delamare Deboutteville.